# Georg Becht (Politiker)
Georg Becht (* 1548 in Heilbronn; † 19. Dezember 1606 in Heilbronn) war vom 21. Januar 1606 bis zu seinem Tod Bürgermeister von Heilbronn.

## Leben
Die Bechts stammen ursprünglich aus Reutlingen und sind mit Georgs Vater Ambrosius Becht in Heilbronn seit dem Jahr 1545 belegt. Ihr Wappen stellt einen silbernen Schwan vor einem roten Hintergrund dar. Von 1567 bis 1569 war Georg Becht Student an den Universitäten Heidelberg, Leipzig und Wittenberg. 1576 bis 1578 kämpfte er an der Seite des Pfalzgrafen Johann Kasimir zwei Jahre lang gegen Frankreich. Becht gehörte in Heilbronn 1581 dem Gericht an und 1585 dem kleinen Rat, war 1589 Steuerherr, 1603 Schultheiß und 1606 Bürgermeister. Außerdem war er ab 1603 auch Vogt in Flein. 
Georg Becht heiratete Barbara Kugler, Tochter des Syndikus und Stadtschreibers Gregorius Kugler und Enkelin des Malers Jerg Kugler, und hatte mit ihr fünf Kinder: Barbara, Ambrosius, Johann Georg, Gregor und Friedrich.